# Wilhelm Friedemann Bach

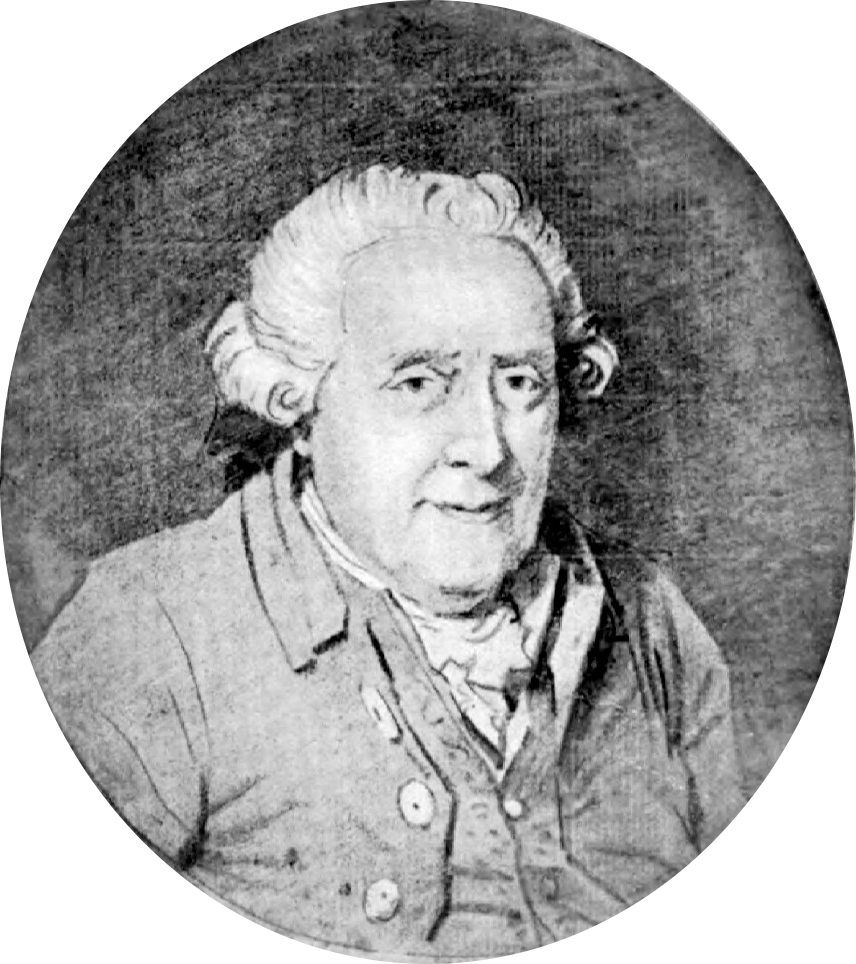
Wilhelm Friedemann Bach

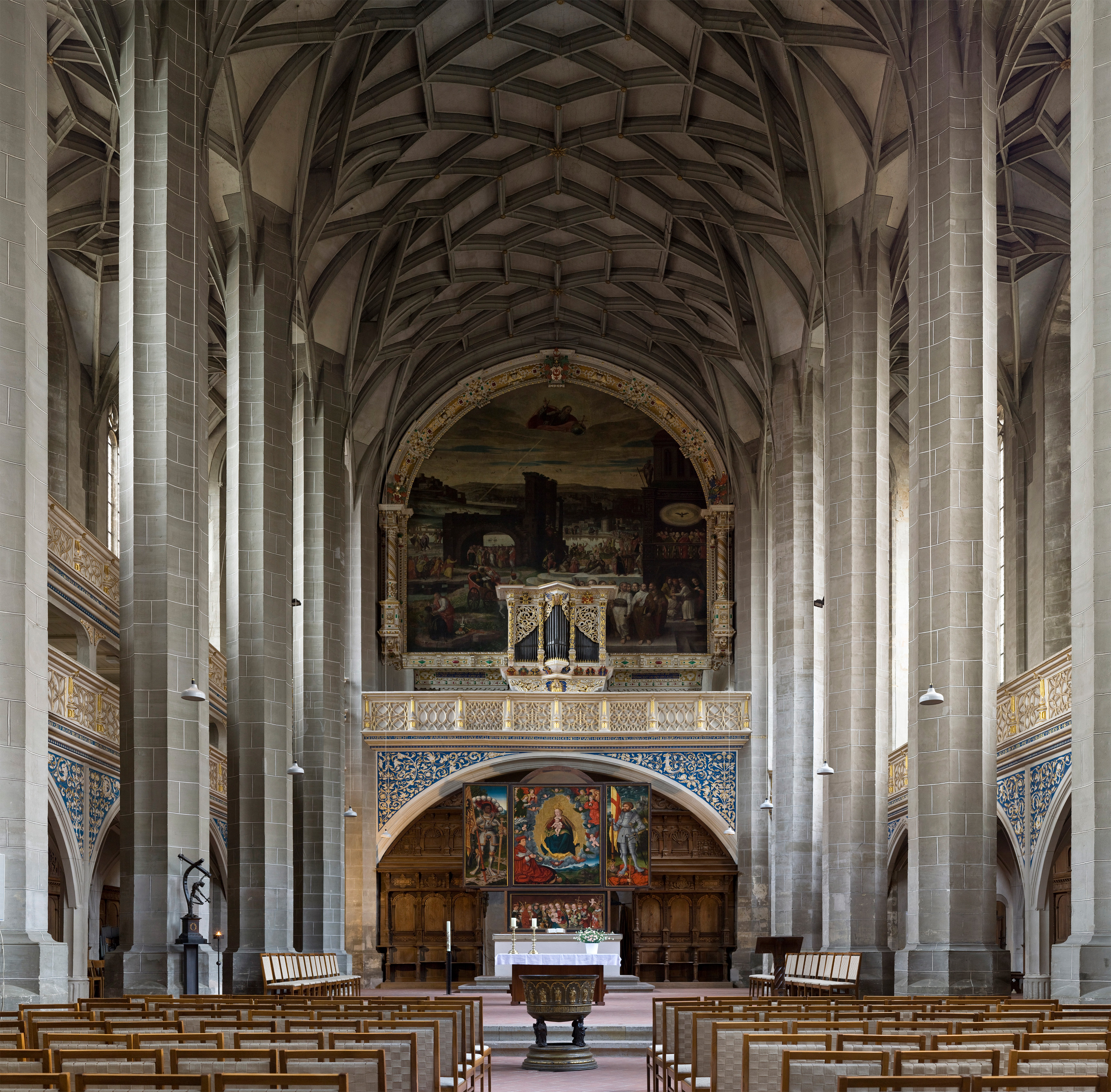
El altar y la galería del pequeño órgano de la Marktkirche Unser Lieben Frauen, en Halle, donde tocó de 1746 a 1764

Wilhelm Friedemann Bach (Weimar, Alemania, 22 de noviembre de 1710-Berlín, 1 de julio de 1784) era el segundo de los veinte hijos del célebre compositor Johann Sebastian Bach. Bien dotado musicalmente, fue muy solicitado por su arte y su estilo a la hora de interpretar. Los pocos retratos que existen de él lo muestran delgado, de rasgos finos, muy distinto a sus hermanos e incluso a su propio padre (todos de cuerpo y rostro anchos, fuertes y macizos). Probablemente heredó los rasgos de su madre Maria Barbara Bach.

## Biografía
De pequeño estudió música, composición e interpretación al teclado con su padre. Bach escribió para él (iniciado hacia 1716) el Pequeño Libro para órgano aunque, debido a que este era muy pequeño (solo seis años) y no llegaba a los pedales, sirvió con seguridad para el aprendizaje de sus alumnos. Es conocida la anécdota según la cual Bach, al acostarse, hacía tocar a uno de sus hijos cualquier pieza al clave. Una noche Wilhelm Friedemann, quien fantaseaba en el teclado, se marchó pronto (quizá pensando que su padre estaba dormido) y el propio Bach tuvo que levantarse y finalizar la pieza, intranquilo ante la falta de armonía.
Tras quedar huérfano de su madre en 1720, no aceptó de buena gana a su madrastra, la joven cantante Anna Magdalena Wilcke (Anna Magdalena Bach), a quien nunca estimó ni tuvo demasiado afecto; de hecho, tras el fallecimiento de su padre en julio de 1750, no ayudó de ninguna manera a su viuda, quien malvivió de la caridad y terminó muriendo en la indigencia en 1760. La relación con su padre también se enfrió y cambió bastante tras este matrimonio.
En 1723, se mudó con el resto de la familia para vivir en la Escuela de Santo Tomás de Leipzig. Aunque solo tenía trece años, sustituyó en varias ocasiones a su padre al frente del coro, siendo nombrado posteriormente uno de los tres Prefectos del coro (los otros dos eran Johann Ludwig Krebs, apreciado como compositor de órgano, y Johann Ludwig Dietel, ambos músicos).
Estudió Derecho en Leipzig; en 1733 su padre lo recomendó para el puesto de organista en la iglesia de Santa Sofía de Dresde. Al efectuar las pruebas, ganó sin dificultad a los demás aspirantes por sus brillantes y puras interpretaciones sentado al instrumento.
En 1746 fue nombrado director musices en la iglesia de Nuestra Señora de Halle y en 1747 estuvo, con su padre y su hermano Carl Philipp Emanuel Bach, en Potsdam. En el año 1750, tras el fallecimiento de su padre, tuvo problemas con las autoridades eclesiásticas, lo mismo que le ocurriría en 1760/1761. Finalmente, dimitió de su cargo en 1764.
Durante veinte años, viajó y vivió en Halle, Brunswick y Berlín sin ocupar ningún puesto. Estuvo al cargo musical del joven clavecinista Johann Gottlieb Goldberg, quien más tarde pasaría a estudiar con su padre para adquirir con él todo su arte y virtuosismo posteriores; precisamente para que fuesen interpretadas por Goldberg, el conde imperial von Keyserlingk encargó a J.S. Bach la serie de variaciones al teclado conocidas como las Variaciones Goldberg.
Falto de dinero, llegó a vender las obras (partituras originales manuscritas) que le correspondieron de la herencia de su padre. Falsificó manuscritos y atribuyó a su padre obras de otros.
Dejó numerosas cantatas sacras, nueve sonatas para teclado, preludios corales, fugas, cinco conciertos para clave, un concierto para flauta, sonatas y sonatas en trío, etc.